# Delatorreidae
Delatorreidae är en familj av kräftdjur. Delatorreidae ingår i ordningen gråsuggor och tånglöss, klassen storkräftor, fylumet leddjur och riket djur. Enligt Catalogue of Life omfattar familjen Delatorreidae 19 arter. 
Kladogram enligt Catalogue of Life:
| Delatorreidae | \| \| Cuzcodinella \| \| \| \| \| \| Pseudarmadillo \| \| \| \| |
|               | \| \| Cuzcodinella \| \| \| \| \| \| Pseudarmadillo \| \| \| \| |
|               | Cuzcodinella                                                    |
|               |                                                                 |
|               | Pseudarmadillo                                                  |
|               |                                                                 |